# Star (rejon orszański)
Star (biał. Стар; ros. Старь, Star) – agromiasteczko na Białorusi, w obwodzie witebskim, w rejonie orszańskim, w sielsowiecie Zabałaccie.
W pobliżu Stara znajduje się węzeł drogi magistralnej M1 i drogi republikańskiej R15.